# Queensland Parks and Wildlife Service
Der Queensland Parks and Wildlife Service (QPWS) ist eine Unterabteilung des Department of Environment and Resource Management der Regierung von Queensland in Australien.
Der QPWS mit Sitz in Brisbane verwaltet Nationalparks, Meeresschutzgebiete, Fisch-Schutzgebiete, Naturreservate und "Conservation Parks", darunter 80.000 km² Land, 72.000 km² Meeresschutzgebiete und den Great Barrier Reef Marine Park mit 345.000 km².
Die Behörde wurde im Dezember 1998 entsprechend dem Nature Conservation Act 1992 und Marine Parks Act 2004 gegründet. Der Hauptsitz befindet sich in Brisbane.
Die Organisation ist vor allem für den Schutz der Wildtiere und den Erhalt der Biodiversität der Schutzgebiete zuständig. Für jeden Nationalpark gibt es einen entsprechenden Managementplan.
Um die Aufgaben zu bewältigen, sind etwa 700 Parkranger für die Einhaltung der Regelung der Schutzgebiete, die Campingmöglichkeiten und Wanderwege, den Naturschutz und Schutz der Wildtiere zuständig. 400 weitere Personen, die sich mit technischen, wissenschaftlichen und operativen Angelegenheiten befassen, sind bei QWPS angestellt.
Der QPWS verwaltet Schutzgebiete in zehn Regionen, auf Land South East Queensland, Western Queensland, Sunshine Coast/Wide Bay-Burnett, Capricornia, Wet Tropics und vor der Küste Cape York/Savannah, Moreton Bay, Great Sandy, Northern Queensland und Central Queensland.